# Liste der Baudenkmäler im Bonner Ortsteil Röttgen
Die folgende Liste enthält in der Denkmalliste ausgewiesene Baudenkmäler auf dem Gebiet des Bonner Ortsteils Röttgen im Stadtbezirk Bonn.
Hinweis: Die Reihenfolge der Denkmäler in dieser Liste orientiert sich an den Straßennamen und ist alternativ nach Hausnummern, Denkmallistennummer oder Bezeichnung sortierbar.
Basis ist die offizielle Denkmalliste der Stadt Bonn (Stand: 15. Januar 2021), die von der Unteren Denkmalbehörde geführt wird. Grundlage für die Aufnahme in die Denkmalliste ist das Denkmalschutzgesetz Nordrhein-Westfalens.
| Bild                                     | Bezeichnung                                       | Lage                                    | Beschreibung | Bauzeit                                   | Eingetragen seit  | Denkmal- nummer |
| ---------------------------------------- | ------------------------------------------------- | --------------------------------------- | --- | ----------------------------------------- | ----------------- | --------------- |
|                                          |                                                   | Dorfstraße 2 Karte                      | |                                           |                   | A 595           |
|                                          |                                                   | Dorfstraße 4–6 Karte                    | |                                           |                   | A 2107          |
|                                          | 2 Grenz- bzw. Gütersteine – Carl Baunscheidt      | Kottenforst                             | | 19. Jahrhundert                           |                   | A 1196          |
|                                          | 2 Grenz- bzw. Gütersteine der Kommende Muffendorf | Kottenforst                             | | 17. Jahrhundert                           |                   | A 1193          |
| weitere Bilder                           | 3 kurkölnische Grenzsteine                        | Kottenforst Karte                       | | 1734                                      |                   | A 1037          |
|                                          | 6 kurkölnische Grenzsteine                        | Kottenforst                             | | 1734                                      |                   | A 1042          |
| weitere Bilder                           | Kurfürstliches Jägerhäuschen                      | Kottenforst (Am Jägerhäuschenweg) Karte | | 1730–1740                                 |                   | A 205           |
| weitere Bilder                           | Holzkreuz „Jägerkreuz“                            | Kottenforst (Flerzheimer Allee) Karte   | | 18. Jahrhundert / 1975                    |                   | A 581           |
|                                          | 4 kurfürstl. Grenzsteine                          | Kottenforst (Flerzheimer Allee)         | |                                           |                   | A 974           |
| Holzkreuz „Rotes Kreuz“                  | Holzkreuz „Rotes Kreuz“                           | Kottenforst (Kreuzberger Allee) Karte   | Inschrift: INRI DIESES KREVTZ WVRDE AVFGERICHT ZV EHREN IESVS MARIA IOSEPH DES HEILIGEN APOSTELS MATHIAS VND IOHANNES | 18. Jahrhundert / 1976                    |                   | A 580           |
| weitere Bilder                           | Steinkreuz „Veritas-Kreuz“                        | Kottenforst (Langer Weg) Karte          | | 1750                                      |                   | A 477           |
|                                          | Grenz- bzw. Güterstein – Karthäuser               | Kottenforst (Probstforst)               | | 1739                                      |                   | A 1076          |
|                                          | 2 Grenz- bzw. Gütersteine                         | Kottenforst (Probstforst; Rennweg)      | |                                           |                   | A 1079          |
|                                          | 5 Grenzsteine, Peter Buschmann                    | Kottenforst (Rulandsweg)                | | 17. Jahrhundert                           |                   | A 1038          |
|                                          | 2 Grenz- bzw. Gütersteine, Peter Buschmann        | Kottenforst (Rulandsweg)                | | 17. Jahrhundert                           |                   | A 1077          |
| Steinkreuz „Heidekreuz“                  | Steinkreuz „Heidekreuz“                           | Kottenforst (Stadtgrenze) Karte         | | 18. Jahrhundert                           |                   | A 644           |
| weitere Bilder                           | Steinkreuz 1800, „Hogenschurzkreuz“               | Kottenforst (Venner Allee) Karte        | | 1800                                      |                   | A 579           |
| weitere Bilder                           | Steinwegekreuz, „Jacobskreuz“                     | Kottenforst (Villiper Allee) Karte      | | 18. Jahrhundert                           |                   | A 478           |
| Sammlung von 33 Grenz- bzw. Gütersteinen | Sammlung von 33 Grenz- bzw. Gütersteinen          | Kottenforst (Villiper Allee) Karte      | | 17./18./19. Jahrhundert                   |                   | A 972           |
| weitere Bilder                           | Forstdienstgebäude „Schönwaldhaus“                | Kottenforst (Villiper Allee) Karte      | | 1730/1731                                 |                   | A 643           |
| weitere Bilder                           | Preußischer Meilenstein                           | Reichsstraße o. Nr. Karte               | | 19. Jahrhundert                           |                   | A 1524          |
| Steinwegekreuz Röttgen                   | Steinwegekreuz Röttgen                            | Reichsstraße/Hobsweg Karte              | | 18. Jahrhundert                           |                   | A 1736          |
|                                          |                                                   | Reichsstraße 16 Karte                   | |                                           |                   | A 1429          |
|                                          |                                                   | Reichsstraße 21 Karte                   | |                                           | 3. September 1987 | A 1222          |
| weitere Bilder                           | Kapelle „St. Venantius“                           | Reichsstraße 28 Karte                   | | 1740, 1866 (Langhaus), 1936 (Erweiterung) |                   | A 3678          |
| Forstdienstgehöft Neu-Röttgen            | Forstdienstgehöft Neu-Röttgen                     | Reichsstraße 110 Karte                  | |                                           |                   | A 3935          |